# Lijst van stadsbeiaardiers van Brugge
Hieronder de namen die bekend zijn van de opeenvolgende beiaardiers van Brugge, vanaf de 16de eeuw.

## In de Zuidelijke Nederlanden
- 1532-1537 Adriaen Van der Sluus
  - 1533-1537 Adriaen Thonus, hulpbeiaardier
- 1537-1541 Adriaen Thonus
- 1541-1542 Jeroom Jonas
- 1546-1548 Hubrecht Noppe
- 1548-1555 Hans Roos(e)
- 1554-1604 (geen gegevens beschikbaar)
- 1604-1632 Nicolaes Helewout
- 1632-1633 Jacques Duquesne van Rijsel
- 1633-1642 Nicolaes Lalo(o) van Dendermonde
- 1642-1649 Valentijn Ywens (Hebbens)
  - 1642-1643 Alphonse Verschrieck, hulpbeiaardier
- 1649-1681 Jean Lais of Leys
- 1681-1688 Pierre Mahieu
- 1688-1690 Jean Lais of Leys. Hij verongelukte in mei 1690: "doot ghevallen van den trap van de torre".
- 1690-1720 Antoine Collé
  - 1709-1720 Boudewijn Boulengier, hulpbeiaardier
  - 1714-1718 Ignaas Van Hecke, hulpbeiaardier
- 1720-1734 Boudewijn Boulengier
- 1734-1737 Jean-Baptiste Baguenrieux
- 1737-1750 Adriaan Leemans († Brugge, 6 oktober 1750), echtgenote Judith Van Gulpen.
  - 1748-1750 Johannes Leemans, hulpbeiaardier
- 1750-1754 Johannes Leemans
  - 1747-1748 Pieter Magerman
  - 1748-1754 Jan Leemans
- 1754-1785 Hiëronimue of Jeroom Leemans († Brugge, 7 december 1785)
- 1785-1807 Henderyck Fromont
- 1807-1838 Dominique II Berger

## Onder het Koninkrijk België
- 1838-1864 Louis Hubené
- 1864-1876 Remi Berragan
  - 1864-1876 Eduard Dupan, hulpbeiaardier
- 1876-1913 Eduard Dupan
  - 1876-1913 Arthur Blondeel, hulpbeiaardier
- 1913-1949 Toon Nauwelaerts
  - 1931-1949 Louis Nauwelaerts, hulpbeiaardier
- 1949-1984 Eugeen Uten
  - 1954-1957 Paul Vanden Abeele, hulpbeiaardier
  - 1958-1978 Christiaan Poppe, hulpbeiaardier
  - 1979-1984 Aimé Lombaert, adjunct-stadsbeiaardier
- 1984-2008 Aimé Lombaert
  - 1984-2008 Frank Deleu, adjunct-stadsbeiaardier
- 2008-2017 Frank Deleu
  - 1996-.... Jean-Pierre Hautekiet, adjunct-stadsbeiaardier
  - 2008-2017 Wim Berteloot, assistent beiaardier
- 2017-.... Wim Berteloot

(cursieve data: geen zekerheid over begin- en einddatum)